# Sciara humeralis
Sciara humeralis är en tvåvingeart som beskrevs av Zetterstedt 1851. Sciara humeralis ingår i släktet Sciara och familjen sorgmyggor.
Artens utbredningsområde är Norge. Arten är reproducerande i Sverige. Inga underarter finns listade i Catalogue of Life.